# La Mortuacienne
La Mortuacienne és una marca de refrescos francesa. Ha estat produïda per la casa Rième, amb la fàbrica a Morteau, al departament del Doubs, des de la creació d'una llimonada artesanal l'any 1921 per Marcel-Alcide Rième.
La Mortuacienne es comercialitza a l'Estat francès, amb una important presència a la seva regió d'origen, el Franc Comtat, tot i que també es comercialitza internacionalment. Destaca per la seva ampolla de vidre gravada amb l'escut d'armes de la casa i un tap mecànic, així com per la seva recepta, que s'ha mantingut inalterada durant un segle, menys dolça i més àcida que altres gasoses.